# Александър Баркашов
Александър Петрович Баркашов е основател и председател на руската националистическа организация „Руско национално единство“.

## Биография
След завършването си на средното образование служи в армията през 1972 – 1974 година. В периода между 1974 и 1985 година работи като механик в електроцентрала ТЕЦ-20 Мосенегро.

## Политическа дейност
През 1985 година Баркашов постъпва като член в организацията Национално-патриотичен фронт „Памет“ и става телохранител на Дмитрий Василев. През 1986 година е избран за член на Централния съвет на „Памет“, а през 1989 година за заместник-председател. На 16 октомври 1990 година НПФ „Памет“ основават „Руско национално единство“, чийто лидер е той.